# Шон Шенаген
Шон Шенаген (англ. Sean Shanahan, 8 лютого 1951, Торонто — 15 травня 2022) — канадський хокеїст, що грав на позиції крайнього нападника.

## Ігрова кар'єра
У 1973 році був обраний «Г'юстон Аерос» для Аматорського драфту ВХА в 9-му раунді під загальним номером 110-м номером. Набув скандальної слави в «Бостон Брюїнс» після того як взяв собі футболку під номером 7, яку свого часу носив член Зали славу хокею Філ Еспозіто. Зіграв 4 поєдинки у ВХА у складі «Цинциннаті Стінгерс». Протягом кар'єри захищав також кольори команд «Монреаль Канадієнс» та «Колорадо Рокіз».